# Le Haut-Corlay
 Le Haut-Corlay  (en bretón Ar Gozh-Korle) es una población y comuna francesa, situada en la región de Bretaña, departamento de Côtes-d'Armor, en el distrito de Saint-Brieuc y cantón de Corlay.

## Demografía
| 791 | 851 | 785 | 751 | 734 | 714 |
| Para los censos de 1962 a 1999 la población legal corresponde a la población sin duplicidades (Fuente: INSEE [Consultar]) |     |     |     |     |     |